# Hidrolândia (Ceará)
Hidrolândia es un municipio brasileño del estado del Ceará. 

## Toponimia
Su primero nombre fue Cajazeiras, debido a un gran pie de cajazeira en los márgenes del referido río, que en otra época servirá de abrigo a viajantes que se abrigavam en las sombras de esa frondosa árbol.

## Historia
Hidrolândia surgió de un poblado en los márgenes del río Batoque, Siendo que las tierras allí existentes pertenecían a la familia Timbó, así pasa a ser conocida como Cajazeiras de los Timbós. Siendo después cambiado el nombre a Batoque, en virtud de la existencia del río Batoque que actualmente atraviesa la ciudad. Años después en la ciudad es encontrado una fuente de aguas sulfurosas, siendo que la misma dio un nuevo aspecto la ciudad que durante algún tiempo fue objetivo de romaria por causa de los efeitos "milagrosos" que se encontraban en las aguas. De esa forma la ciudad recibe un otro nombre en homenaje a la fuente, pasando entonces a se llamar Hidrolândia, o ya sea, tierra de las aguas. Hidro = agua y lândia = ciudad.